# عفاف بن إسماعيل
عفاف بن إسماعيل (بالفرنسية: Afef Ben Ismail) ولدت في 17 مارس 1994 في تونس العاصمة، هي لاعبة سباق قوارب تونسية مختص في كانو-كاياك.

شارك في الألعاب الأولمبية الصيفية 2012 في فئة K1 500 متر للسيدات، كما ترشحت للألعاب الأولمبية الصيفية 2016 في نفس الفئة.

## النتائج
- ألعاب عموم أفريقيا:
  -  ميدالية فضية في فئة K1 200 متر للسيدات في ألعاب عموم أفريقيا 2011 (مابوتو، موزمبيق).
  -  ميدالية فضية في فئة K1 500 متر للسيدات في ألعاب عموم أفريقيا 2011 (مابوتو، موزمبيق).

## روابط خارجية
- عفاف بن إسماعيل على موقع الاتحاد الدولي للكانو (الإنجليزية)
- عفاف بن إسماعيل على موقع اللجنة الأولمبية الدولية (الإنجليزية)
- عفاف بن إسماعيل على موقع أوليمبيديا (الإنجليزية)